# 김지연 (1978년 9월)
김지연(1978년 9월 14일 ~ )은 대한민국의 SBS 前 아나운서이다.2021년 1월부터 육아휴직에 들어갔으며, 1년 뒤인 2022년 2월 3일에 퇴사했다

## 학력
- 이화여자대학교 신문방송학과(1996년 3월입학 2001년 2월졸업

## 경력
- 2001년 10월 1일 월요일 SBS 11기 공채 아나운서 입사

## 진행

### 텔레비전
- 2005년 4월 25일 ~ 2011년 일자 미상 : SBS 뉴스퍼레이드 (2대)
- 2014년 일자 미상 ~ 2014년 10월 13일 : SBS 뉴스퍼레이드 (5대)
- 2014년 : SBS 《좋은 아침》

### 라디오
- 2003년 : SBS 러브FM 《뮤직토피아》